# Хофмайстер, Йоав
Йоав Хофмайстер (ивр. יואב הופמייסטר‎; родился 25 декабря 2000 года, Ход-ха-Шарон, Израиль) — израильский футболист, полузащитник польского футбольного клуба «Корона» и сборной Израиля.

## Клубная карьера
Йоав Хофмайстер — воспитанник «Маккаби (Тель-Авив)». 1 августа 2019 года был отдан в аренду в «Бейтар Тель-Авив Бат-Ям», за который сыграл лишь два матча — в кубке Израиля против «Хапоэля (Ришон-ле-Цион)» и в Лиге Леумит против «Маккаби Ахи». 9 января 2020 года аренда была прервана; 16 января футболист был отдан в аренду в «Хапоэль (Рамат-ха-Шарон)». Дебютный матч провёл на следующий день после перехода против «Маккаби Ахи». Всего за «Хапоэль Рамат-ха-Шарон» сыграл 16 матчей.
1 августа 2020 года перешёл в ЛАСК. На следующий день был отдан в аренду в «Ирони (Кирьят-Шмона)». Дебют Хофмайстера за клуб состоялся в матче против «Ашдода». В матче против «Маккаби (Тель-Авив)» получил две жёлтые карточки. Всего за «Ирони Кирьят-Шмона» сыграл 30 матчей.
1 июля 2021 года на правах аренды перешёл в «Хапоэль (Тель-Авив)». За клуб дебютировал в матче 5-го тура чемпионата Израиля против «Хапоэль (Ноф-ха-Галиль)». Всего за «Хапоэль Тель-Авив» сыграл 13 матчей. 2 февраля 2022 года перешёл в «Маккаби (Петах-Тиква)». Дебют Хофмайстера за клуб произошёл в матче 21-го тура против «Хапоэль (Иерусалим)». За «Маккаби Петах-Тиква» провёл 11 встреч.
6 июля 2022 года уже в качестве не арендованного футболиста вернулся в «Ирони (Кирьят-Шмона)». Первый матч после возвращения провёл 22 августа против «Секция Нес-Циона». В матче 10-го тура чемпионата Израиля против «Хапоэль (Тель-Авив)» получил две жёлтые карточки. Всего за «Ирони Кирьят-Шмона» провёл 28 матчей.
25 июля 2023 года перешёл в «Корону». Израильское издание Walla! назвала этот переход «победой еврейского народа», так как «Корона» считается «самым расистским клубом Польши», и в 1946 году в Кельце произошёл крупный антиеврейский погром, где погибли 47 человек, переживших Холокост. Первый матч в чемпионате Польши провёл 20 августа против «Легии».

## Карьера в сборной
За сборную Израиля до 19 лет провёл 10 встреч. В составе молодёжной сборной Израиля участвовал на чемпионате Европы, где сыграл 3 матча. Всего в сборных до 19 лет и 21 года провёл 20 встреч.